# Jean Abounader
Jean Abounader est un producteur et scénariste de télévision américain.

## Filmographie

### Producteur
- 1995 : Betrayed : A story of Three Women
- 1995 : Ebbie
- 1997 : Mort sur le Campus (Dying to Belong)
- 1997 : The Three Lives of Karen
- 1997 : Every 9 seconds
- 1998 : No Laughing Matter
- 1998 : Every Mother's Worst Fear
- 1998 : Dead Husbands
- 1999 : A Century of Living
- 2001 : Aftermath
- 2002 : Her Best Friend's Husband
- 2004 : Life on Liberty Street
- 2004 : The Twelve Days of Christmas Eve
- 2005 : Celebrate !

### Scénariste
- 2001 : Aftermath
- 2002 : Her Best Friend's Husband
- 2004 : The Twelve Days of Christmas Eve
- 2011 : Maman par intérim (Three Weeks, Three Kids) (TV)
- 2013 : La Maison des souvenirs (The Thanksgiving House) (TV)
- 2014 : Mariée avant le printemps (Ring by Spring) (TV)
- 2014 : Le Mariage de ses rêves (June in January) (TV)